# Мыс Неймана
Мыс Неймана — обрывистый мыс на юге Чукотки, омывается Анадырским заливом Берингова моря.
Назван в честь Карла фон Неймана, одного из участника полярной экспедиции Гергарда Майделя 1868—1870 годов
Является южным входным мысом залива Онемен у горла реки Анадырь. Низкий песчаный мыс Неймана окаймлен отмелью с глубинами менее 5 м, которая отходит к северу на 1,2 км. Вдоль берега тянется узкий песчано-галечный пляж. Непосредственно у мыса в залив впадает ручей.
На мысе находится створ навигационных светящих знаков фарватера залива.